# Aleksander (biskup wiacki)
Aleksander (ur. 20 listopada?/30 listopada 1603 lub ok. 1608 w Solwyczegodsku, zm. 7 grudnia?/17 grudnia 1678 lub 6 października?/16 października 1679) – rosyjski biskup prawosławny.

## Życiorys
Przed 1643 wstąpił do Koriażemskiego Monasteru św. Mikołaja, w wymienionym roku był już jego przełożonym z godnością ihumena. W 1651 został przełożonym monasteru Przemienienia Pańskiego na Wyspie Kamiennej z godnością archimandryty.
3 czerwca 1655 miała miejsce jego chirotonia na biskupa kołomieńskiego i kaszyrskiego. W 1657 przeniesiony na katedrę wiacką i słobodzką, jako pierwszy w historii biskup wiacki. Uczestniczył w pracach nad reformą liturgiczną patriarchy Nikona, biorąc udział w soborze w 1655. Następnie jednak przestał popierać reformy patriarchy. W 1662 napisał do cara Aleksego I list, w którym wyrażał nienawiść wobec Nikona i apelował o przeprowadzenie wyborów nowego patriarchy. W 1666, w czasie soboru, który miał osądzić Nikona i ocenić kanoniczność jego reform, Aleksander wycofał się z obrony tradycyjnych ruskich obrzędów i mógł nadal pełnić obowiązki biskupa wiackiego.
W 1674 porzucił swoją eparchię i samowolnie zamieszkał w Monasterze Koriażemskim, składając śluby mnisze wielkiej schimy. Zmarł w monasterze w 1678 lub 1679 i został w nim pochowany. 